# Schams

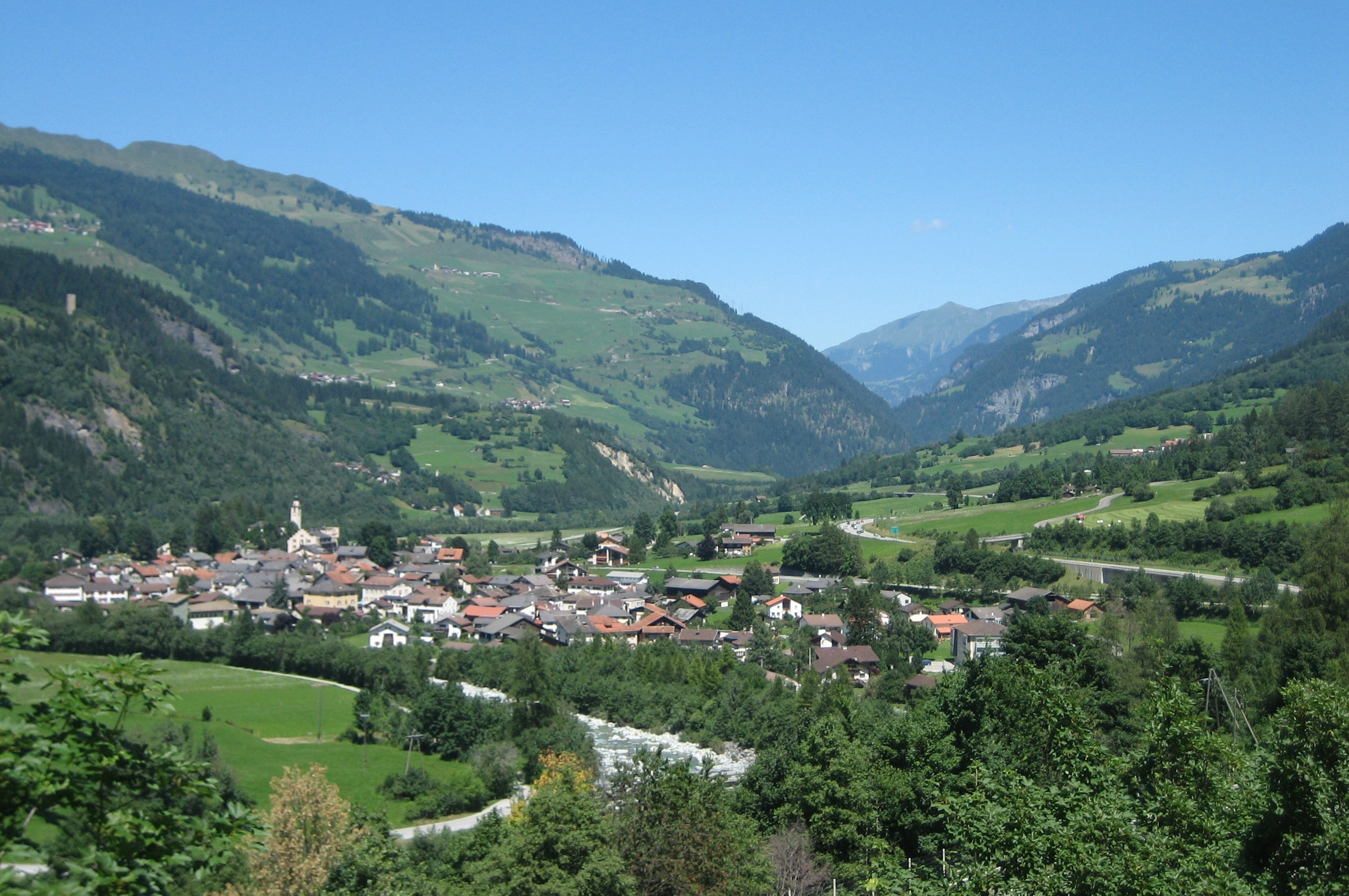
Das Schams Richtung Norden mit Andeer. Links oben die Ruine der Burg Cagliatscha

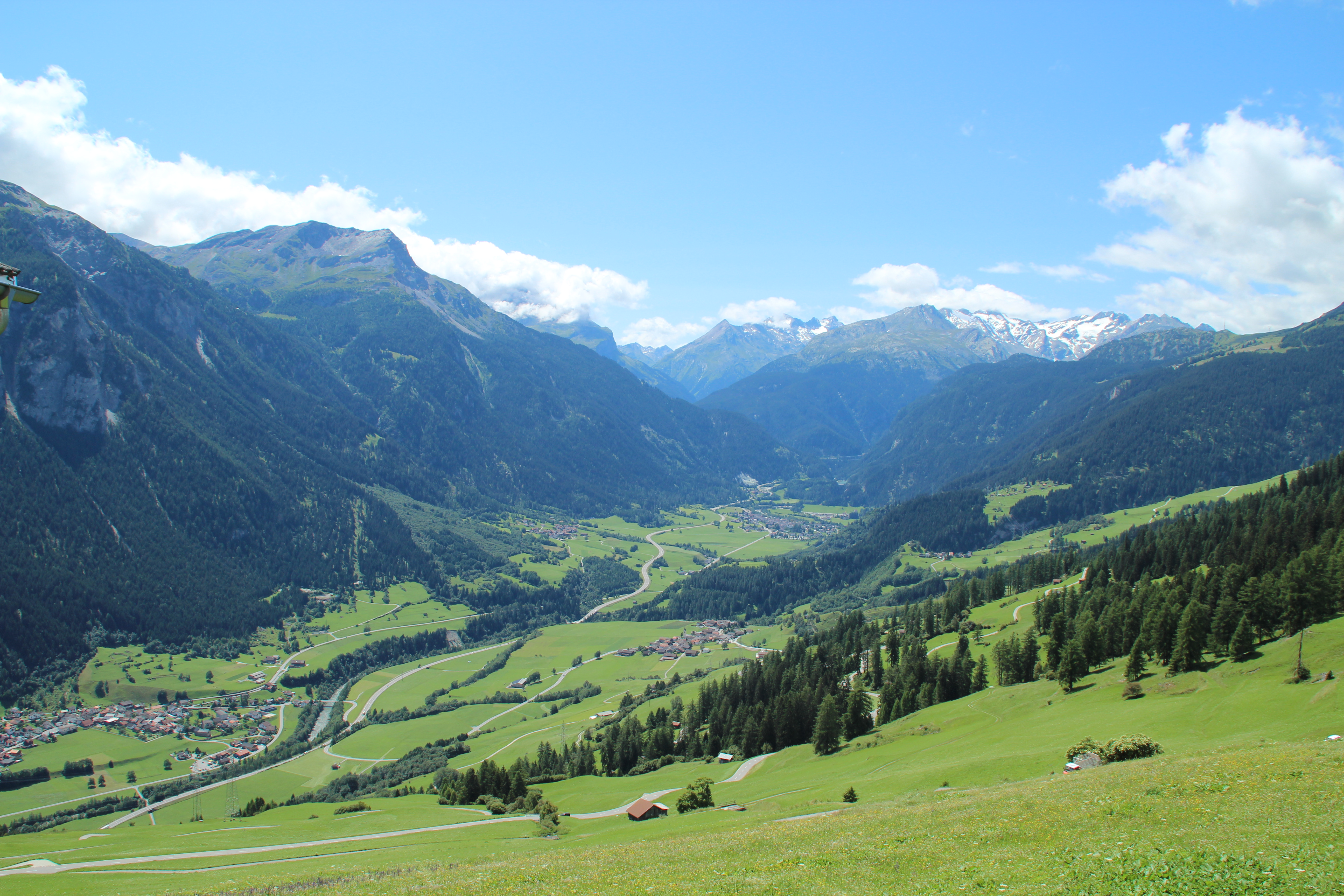
Blick nach Süden, links unten Zillis

Val Schons, Blick nach Norden (N) auf Zillis und Domleschg. Historisches Luftbild von Werner Friedli (1954)

Das Schams (rätoromanisch Val Schons) ist ein Abschnitt des Hinterrheintals im Schweizer Kanton Graubünden.

## Geographie
Das Schams bildet die mittlere der drei Talkammern entlang des Hinterrheins. Vom Rheinwald wird es durch die Roflaschlucht getrennt, talabwärts bildet die Viamala die Grenze gegen die Region Domleschg/Heinzenberg. Der Hinterrhein durchfliesst die Talschaft in vorwiegend süd-nördlicher Richtung und fällt von 1094 m am Ausgang der Rofla, wo von rechts das Val Ferrera einmündet, auf 883 m bei der Raniabrücke.
An beiden Flanken wird das Schams durch rund 3000 m hohe Gebirgszüge begrenzt. Höchste Erhebungen sind im Westen die Pizzas d'Anarosa (3000 m), das Bruschghorn (3056 m) und der markante Piz Beverin (2998 m), im Osten, an der Grenze zum Oberhalbstein, der Piz Curvér (2972 m).
Die grössten Siedlungen liegen in der Nähe des Flusses. Der relativ gleichmässig zum Piz Beverin ansteigende linksseitige Hang, der Schamserberg (Muntogna da Schons) wird auf allen Stufen bis etwa 2200 m landwirtschaftlich genutzt. Über den Dörfern befindet sich eine Zone von Maiensässen, darüber schliessen sich ausgedehnte Alpweiden an. Am rechtsseitigen Hang, wo der bis zum Talboden herabreichende Wald vorherrscht, gibt es ausser Maiensässen keine Siedlungen.

## Gemeinden

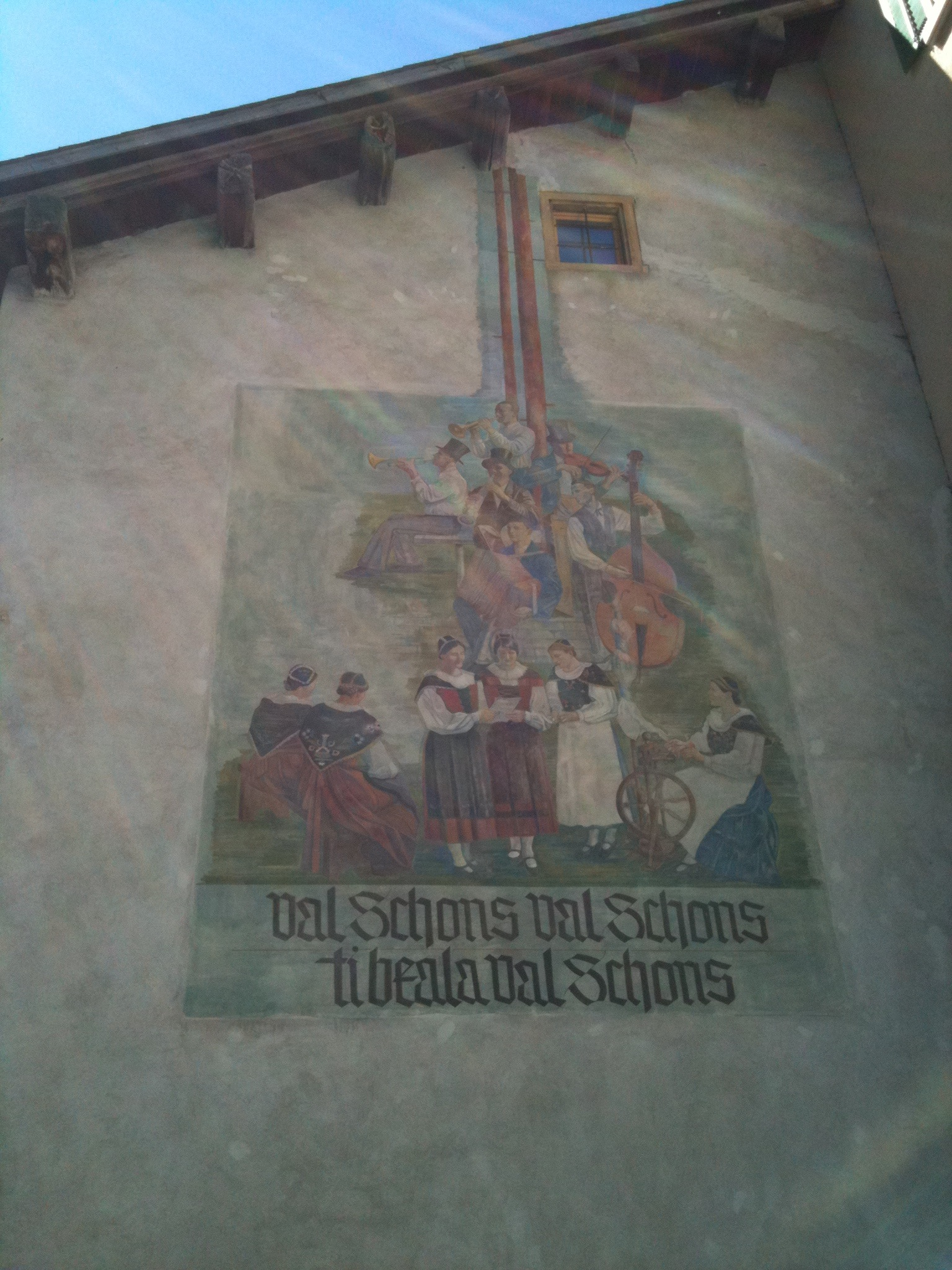
Wandgemälde und -inschrift in Andeer auf Sutsilvan zum schönen Tal Val Schons

Im Talgrund liegen die grösseren Dörfer Andeer (mit den Fraktionen Clugin und Pignia), Zillis (einschliesslich der Fraktion Reischen) sowie Donat, alle auf Höhen zwischen 940 und 1020 m. Am Schamserberg liegen auf einer unteren Stufe (1100 bis 1200 m) die Dörfer Casti, Pazen und Farden, am aussichtsreichen oberen Schamserberg auf rund 1500 m Höhe schliesslich Lohn, Mathon und Wergenstein. Die Dörfer am Schamserberg bilden zusammen mit Donat die Gemeinde Muntogna da Schons.
Die Gerichtsgemeinde Schams, ein Glied des Grauen Bundes, trat geschlossen der Reformation bei. Im Tal wurde bis Mitte des 20. Jahrhunderts fast ausschliesslich das rätoromanische Idiom Sutsilvan gesprochen, ehe ein teils dramatischer Wandel einsetzte, welcher vor allem die verkehrsgünstig gelegenen Orte Zillis und Andeer sowie das Val Ferrera erfasste. Dort lag der Anteil der vorwiegend Deutsch-Sprechenden im Jahr 2000 bereits über 80 %; am Schamserberg behauptet das Romanische noch eine knappe Mehrheit.

## Verkehr
Durch das Schams verläuft die seit der Römerzeit wichtige Transitroute der Unteren Strasse von Chur zum Splügen- und San-Bernardino-Pass, heutige Autostrasse A13. Die Übergänge ins Oberhalbstein, Pass da Surcarungas, Spunda Surses und Pass da Schmorras, wiesen nie grössere Bedeutung auf.
Der öffentliche Verkehr erschliesst das Tal mit den Postauto-Eilkursen Chur–Bellinzona mit Halt in Zillis und Andeer und dem Postautokurs Thusis-San Bernardino. Für den Lokalverkehr gibt es eine Linie auf den Schamserberg und eine ins Avers.